# Мартинович, Петар Никола
Петар Никола Мартинович (11 июля 1897, Подгорица, Княжество Черногория — 26 января 1984, Белград, Югославия) — югославский биолог.

## Биография
Родился 11 июля 1897 года в Подгорице. В 1922 году поступил в университет в Сиракузах, который он окончил в 1927 году. С 1930 по 1945 год работал на кафедре биологии Центрального института гигиены, одновременно с этим с 1932 по 1945 год работал на этой же кафедре в Белградском университете. С 1946 по 1949 год занимал должность директора Лаборатории экспериментальной биологии в Нови-Саде. С 1949 по 1984 год заведовал кафедрой экспериментальной гистологии и культуры тканей и лаборатории Института ядерных исследований.
Скончался 26 января 1984 года в Белграде.

## Научные работы
Основные научные работы посвящены экспериментальной биологии.

## Членство в обществах
- Член Международного общества биологии клетки.
- Член Сербской академии наук и искусств.
- Член Югославской академии наук и искусств.